# Gerhard Kreuter (Mediziner)
Gerhard Kreuter (* 29. April 1940 in Koblenz) ist ein deutscher Mediziner. Er war von Juli 1982 bis Juni 2005 Chefarzt des Marienhaus Klinikums des Kreis Ahrweiler. Seit 1990 beschäftigt er sich mit dem Thema „Wein und Gesundheit“ und publizierte seitdem mehrere Beiträge zu diesem Thema. Er ist Träger der Verdienstmedaille des Landes Rheinland-Pfalz.
Er ist Begründer des seit 1989 stattfindenden Ärzte-Kongresses Diabetologie in Klinik und Praxis, der jährlich Fachärzte und Diabetesberater in Bad Neuenahr zusammenbringt.